# Rivière Osgood
Pour les articles homonymes, voir Osgood.
La rivière Osgood est un affluent de la rivière Palmer, laquelle est un affluent de la rivière Bécancour ; cette dernière étant à son tour un affluent de la rive sud du fleuve Saint-Laurent. La rivière Osgood coule dans les municipalités de Kinnear's Mills, Inverness dans la municipalité régionale de comté (MRC) de L'Érable, dans la région administrative du Centre-du-Québec, et Saint-Jacques-de-Leeds, (MRC des Appalaches), dans la région administrative de Chaudière-Appalaches, au Québec, au Canada.

## Géographie
Les principaux bassins versants voisins de la rivière Osgood sont :
- côté nord : rivière Palmer ;
- côté est : rivière Sunday, Rivière Perry, rivière Palmer Est ;
- côté sud : rivière Sunday, rivière Prévost-Gilbert, rivière Ashberham, rivière Blanche (Thetford Mines), rivière Gagné, rivière Bagot ;
- côté ouest : rivière Bécancour, ruisseau Bullard.

La rivière Osgood tire sa source au cœur du hameau de Plage-Lemieux, à Kinnear's Mills, par la confluence de la Rivière Gagné, et le ruisseau Prévost, à quelques mètres du pont de la route du 4e rang.
À partir de sa source, la rivière Osgood coule sur 16,4 km selon les segments suivants :
- 6,1 km vers le nord-ouest, jusqu'au pont situé au sud-ouest du village de Kinnear's Mills ;
- 4,6 km vers le nord, jusqu'au pont de la route 216 ;
- 1,2 km vers le nord, jusqu'à la limite municipale de Inverness ;
- 0,6 km vers le nord, en traversant la partie Est du territoire de Inverness, jusqu'à la limite municipale de Saint-Jacques-de-Leeds ;
- 2,6 km vers le nord, en passant à l'ouest du village de Saint-Jacques-de-Leeds, jusqu'à la confluence de la rivière Sunday ;
- 1,2 km vers le nord, en traversant la route 271, jusqu'à sa confluence.

La rivière Osgood se déverse sur la rive sud de la rivière Palmer dans la municipalité de Saint-Jacques-de-Leeds. Sa confluence est située à 1,6 km en amont de la limite municipale de Saint-Jacques-de-Leeds.

## Toponymie
Le toponyme "rivière Osgood" évoque le nom du défricheur Osgood lequel s'était établi au début du XIXe siècle en bordure de cette rivière. La graphie de ce cours d'eau a pris la forme de "Osgoode" sous la plume de certains auteurs.
Le toponyme "rivière Osgood" a été officialisé le 6 octobre 1983 à la Commission de toponymie du Québec.